# دمغة الناشر
دمغة الناشر أو بيانات النشر أو بيان الناشر هو بيان ملزم قانونيًا لملكية وتأليف وثيقة، والذي يجب تضمينه في الكتب والصحف والمجلات ومواقع الويب والمراسلات التجارية  المنشورة أو المتاحة بطريقة أخرى للمستهلكين في ألمانيا وبعض البلدان الناطقة بالألمانية الأخرى، مثل النمسا وسويسرا، وفي البلدان المتأثرة تاريخيًا بالثقافة الألمانية، مثل المجر.